# Roberto Cortés
Roberto Cortés (2 de fevereiro de 1905 - 30 de agosto de 1975) foi um futebolista chileno que atuava como goleiro. Ele competiu na Copa do Mundo de 1930, sediada no Uruguai.